# Segreti (film 1933)
Segreti (Secrets) è un film del 1933 diretto da Frank Borzage. È l'ultima interpretazione di Mary Pickford, che ne fu anche produttrice. Il film è il remake di Secrets, una pellicola del 1924 con Norma Talmadge.
Già nel 1930 Mary Pickford aveva voluto portare sullo schermo la storia, tratta da un lavoro teatrale di Rudolph Besier e May Edginton. Il film si intitolava Forever Yours, era diretto da Marshall Neilan e gli interpreti maschili erano Kenneth MacKenna e Don Alvarado. Alla fine non se ne fece niente perché, dopo aver speso 300.000 dollari, Pickford interruppe la produzione e distrusse i negativi.
In un piccolo ruolo, neppure citata nei titoli, Florence Lawrence che era stata una grande diva del primo cinema muto. Quando aveva lasciato la Independent Moving Pictures per passare a un'altra casa di produzione, il suo posto di prima attrice all'IMP era stato preso proprio dall'allora giovanissima ed emergente Mary Pickford.

## Trama
Nel 1860, Mary Marlowe, la figlia di un facoltoso armatore del New England, s'innamora di John Carlton, uno degli impiegati del padre, suscitando le ire di Marlowe che lo licenzia. John decide di partire per il West ma Mary, pur se consapevole delle difficoltà cui andrà incontro, decide di partire con lui. I due giovani si sposano in fretta e furia e partono insieme ad altri pionieri.
Nel West, costruiscono la loro casa in una valle, allevando il bambino che è nato dal matrimonio. Rimasta un giorno sola in casa con il piccolo John, Mary viene assalita al ranch da Jake e Davey Houser, due noti ladri di bestiame. Terrorizzata dalle loro minacce, Mary cucina per i due che poi se ne vanno con le bestie della fattoria. Sulla strada di casa, John - insieme a Sunshine, il suo aiutante - vede passare una mandria che riconosce come la sua. Ma, essendo in inferiorità numerica, torna al ranch per capire cosa sia successo durante la sua assenza. Quando scopre che i ladri hanno minacciato la sua famiglia, riunisce gli altri allevatori con i quali si mette sulle tracce della banda. Davey e parte del bunch vengono linciati.
Intanto il piccolo John, ammalatosi dopo il raid, muore di febbre, mentre Jake Houser attacca il ranch. Mary colpisce Jake mentre questi sta per sparare alla schiena al marito. La banda viene catturata, mettendo fine al regno di terrore degli Houser e facendo di John una delle personalità più influenti della valle.
Gli anni passano. I Carlton hanno avuto quattro bambini, William, Audrey, Susan e Robert, mentre John viene candidato alla carica di governatore. Alla vigilia delle elezioni, la famiglia è scossa dall'apparizione di Lolita Martinez, l'amante di John che si presenta in casa. Lolita dichiara che John vuole lasciare la famiglia per lei, ma John la smentisce. Mary perdona il marito sia per quella che per altre infedeltà di cui lei è sempre stata a conoscenza. Nonostante lo scandalo, John diventa governatore e, in seguito, anche senatore.
Anni dopo, John e Mary - ormai anziani - decidono di lasciare Washington per ritornare in California. I figli cercano di convincerli a restare. Ma la coppia rivela che ognuno ha qualche segreto e che loro ora vogliono restare insieme con i loro ricordi.

## Produzione
Il film fu prodotto dalla Mary Pickford Company  con un budget stimato di 531.641 dollari. L'attrice fu anche il produttore esecutivo.
Le riprese furono effettuate negli studi della United Artists al 7200 di Santa Monica Boulevard a Hollywood. In esterni, il film fu girato ad Agua Dulce in California, (Vasquez Rocks Natural Area Park - 10700 W. Escondido Canyon Rd.).

## Distribuzione
Distribuito dall'United Artists, il film - con il titolo originale Secrets - uscì nelle sale USA il 16 marzo 1933  e incassò negli Stati Uniti 697.432 dollari. In Portogallo, dove venne distribuito il 29 maggio 1935, il titolo fu tradotto in Segredos. In Spagna e Argentina, in Secretos, mentre in Italia uscì come Segreti.